# Aistus rouxi
Aistus rouxi är en insektsart som beskrevs av Griffini 1914. Aistus rouxi ingår i släktet Aistus och familjen Anostostomatidae. Inga underarter finns listade i Catalogue of Life.